# NLRC5
NLRC5, abreviatura de dominio CARD de la familia de receptores similares a NOD que contiene 5, es una proteína intracelular que desempeña un papel en el sistema inmunológico . NLRC5 es un receptor de reconocimiento de patrones implicado en la inmunidad innata a los virus al regular potencialmente la actividad del interferón.
Recientemente, se ha sugerido que NLRC5 juega un papel positivo en la regulación de la expresión de moléculas de clase I de histocompatibilidad principal (MHCI). Este aspecto de la función de NLRC5 se investigó más a fondo con la ayuda de ratones deficientes en Nlrc5, que mostraron una expresión reducida de MHCI en los linfocitos (particularmente en los linfocitos T, NK y NKT). En los linfocitos, NLRC5 se localiza en el núcleo e impulsa la expresión del gen MHCI al ocupar los promotores del gen H-2D y H-2K.
En los seres humanos, la proteína NLRC5 está codificada por el gen NLRC5. También se le ha denominado NOD27, NOD4 y CLR16.1.